# Zapovednik Tigirekski
Zapovednik Tigirekski (Russisch: Тигирекский государственный природный заповедник) is een strikt natuurreservaat gelegen in de kraj Altaj in het zuidoosten van West-Siberië, op de grens met Kazachstan. De oprichting tot zapovednik vond plaats op 4 december 1999 per decreet (№ 1342/1973) van de regering van de Russische Federatie. Zapovednik Tigirekski heeft een oppervlakte van 415,05 km², verdeeld over drie clusters. Ook werd er een bufferzone van 262,57 km² ingesteld.

## Kenmerken
Zapovednik Tigirekski ligt op de overgangszone van de uitgestrekte West-Siberische en Kazachse steppen en het bergsysteem van de Altaj en Sajan. Het reservaat varieert qua hoogte tussen de 500 en 2.013 meter boven zeeniveau. Hier kan men biotopen als bergtoendra, bergtaiga en subalpiene weiden aantreffen. Daarnaast zijn er in het noordelijke deel van het reservaat ook bossteppeachtige terreinen en steppegebieden met vedergrassen te vinden.

## Dierenwereld
In Zapovednik Tigirekski zijn 67 soorten zoogdieren vastgesteld, waaronder de bruine beer (Ursus arctos), sabelmarter (Martes zibellina), hermelijn (Mustela erminea), Siberische wapiti (Cervus canadensis sibiricus), Siberisch muskushert (Moschus moschiferus), bever (Castor fiber) en de altaifluithaas (Ochotona alpina). In het noordelijke, steppeachtige deel van het reservaat worden ook de hamster (Cricetus cricetus) en langstaartgrondeekhoorn (Spermophilus undulatus) aangetroffen. Vogels die zich ophouden in de donkere bergbossen zijn bijvoorbeeld het auerhoen (Tetrao urogallus), hazelhoen (Tetrastes bonasia), taigagaai (Perisoreus infaustus), ruigpootuil (Aegolius funereus) en blauwstaart (Tarsiger cyanurus). Op bergweiden zijn moerassneeuwhoenders (Lagopus lagopus) algemeen en op hellingen van sommige bergpieken wordt ook de Hodgsons bergvink (Leucosticte nemoricola) gevonden. De Hodgsons bergvink is een soort die alleen in Centraal-Azië voorkomt. In de steppegebieden in het noorden van Zapovednik Tigirekski is de patrijs (Perdix perdix) talrijk. Ook leven hier bijvoorbeeld kwartels (Coturnix coturnix) en sakervalken (Falco cherrug).